# Prohydata vitrearia
Prohydata vitrearia là một loài bướm đêm trong họ Geometridae.